# من هرگز نمی‌تونم همسر تو باشم
من هرگز نمی‌تونم همسر تو باشم (به انگلیسی: I Could Never Be Your Woman) فیلمی محصول سال ۲۰۰۷ و به کارگردانی امی هکرلینگ است. در این فیلم بازیگرانی همچون میشل فایفر، پل راد، سارا الکساندر، استیسی داش، جان لاویتس، فرد ویلارد، سورشا رونان، تریسی آلمن، یاسمین پیج، او.تی. فاگبنلی، توینک کاپلان و هنری وینکلر ایفای نقش کرده‌اند.